# Віскі (Радинський повіт)
Віскі (пол. Wiski) — село в Польщі, у гміні Комарувка-Підляська Радинського повіту Люблінського воєводства. Населення — 288 осіб (2011).

## Історія
У часи входження до складу Російської імперії належало до Радинського повіту Сідлецької губернії.
За даними етнографічної експедиції 1869—1870 років під керівництвом Павла Чубинського, у селі та на фільварку Віскі здебільшого проживали греко-католики, усе населення розмовляло українською мовою.
У 1975—1998 роках село належало до Білопідляського воєводства.

## Демографія
Демографічна структура станом на 31 березня 2011 року:
|          | Загалом | Допрацездатний вік | Працездатний вік | Постпрацездатний вік |
| -------- | ------- | ------------------ | ---------------- | -------------------- |
| Чоловіки | 158     | 37                 | 100              | 21                   |
| Жінки    | 130     | 19                 | 67               | 44                   |
| Разом    | 288     | 56                 | 167              | 65                   |